# Dương Đức Thanh
Dương Đức Thanh (sinh tháng 9 năm 1942) là Thượng tướng Quân Giải phóng Nhân dân Trung Quốc (PLA). Ông từng giữ chức Chính ủy Quân khu Thành Đô và Chính ủy Quân khu Quảng Châu.

## Tiểu sử
Dương Đức Thanh sinh tháng 9 năm 1942, người Ứng Thành, tỉnh Hồ Bắc. Tháng 12 năm 1963, ông tham gia Quân Giải phóng Nhân dân Trung Quốc, trở thành chiến sĩ lục quân. Tháng 10 năm 1964, ông gia nhập Đảng Cộng sản Trung Quốc.
Tháng 2 năm 1968, ông được bổ nhiệm giữ chức Trung đội trưởng Lục quân. Tháng 2 năm 1974, ông được bổ nhiệm làm thư ký ban thư ký Cục Chính trị Quân khu Vũ Hán. Tháng 3 năm 1977, ông được bổ nhiệm làm Chủ nhiệm Chính trị kiêm Phó Chính ủy Trung đoàn Lục quân. Tháng 8 năm 1982, ông được bổ nhiệm giữ chức Chính ủy Trung đoàn Lục quân.
Tháng 2 năm 1983, ông được bổ nhiệm làm Chủ nhiệm Chính trị Sư đoàn 163 Lục quân. Tháng 4 năm 1984, ông được bổ nhiệm giữ chức Chính ủy Sư đoàn 163 Lục quân.
Tháng 8 năm 1985, ông được bổ nhiệm làm Chủ nhiệm Chính trị Tập đoàn quân 42 Lục quân, Quân khu Quảng Châu.
Tháng 10 năm 1989, ông được bổ nhiệm giữ chức vụ Chủ nhiệm Chính trị Học viện Kinh tế quân sự PLA. Tháng 6 năm 1990, ông được bổ nhiệm làm Chính ủy Học viện Kinh tế quân sự PLA. Tháng 7 năm 1990, ông được phong quân hàm Thiếu tướng.
Tháng 12 năm 1991, ông được bổ nhiệm giữ chức Chủ nhiệm Chính trị Tổng cục Hậu cần PLA. Tháng 12 năm 1994, ông được bổ nhiệm làm Phó Bí thư Ủy ban Kiểm tra Kỷ luật Quân ủy Trung ương, Phó Chính ủy Tổng cục Hậu cần PLA kiêm Bí thư Ủy ban Kiểm tra Kỷ luật Tổng cục Hậu cần PLA. Tháng 7 năm 1996, ông được thăng quân hàm Trung tướng.
Tháng 5 năm 1999, ông được bổ nhiệm giữ chức Bí thư Đảng ủy Quân khu, Chính ủy Quân khu Thành Đô.
Tháng 12 năm 2003, được bổ nhiệm làm Chính ủy Quân khu Quảng Châu. Tháng 6 năm 2004, ông được thăng quân hàm Thượng tướng.
Tháng 3 năm 2008, ông được bổ nhiệm làm Phó Chủ nhiệm Ủy ban Hoa kiều của Quốc hội khóa XI nhiệm kỳ 2008-2013.
Ông là Ủy viên Ban Chấp hành Trung ương Đảng Cộng sản Trung Quốc khóa XVI.